# Нуэво-Прогресо (Нуэво-Ларедо)
Нуэ́во-Прогре́со (исп. Nuevo Progreso) — посёлок в Мексике, штат Тамаулипас, входит в состав муниципалитета Нуэво-Ларедо. Численность населения, по данным переписи 2010 года, составила 432 человека.